# إيرين ماكيني
إيرين ماكيني (بالإنجليزية: Erin McKenney)‏ (من مواليد 9 أبريل 1998) هي ناشطة أمريكية في مجال حقوق الإنسان.

## النشأة والتعليم
رُبيت ماكيني في نيو هامبشاير، وقد تم الاعتراف بإنجازاتها، فهي ناشطة في مجال حقوق الإنسان والخدمة منذ سن مبكر، وحصلت على جائزة النشاط من خلال الولاية الأمريكية الجديدة وجائزة القديس تيموثي من خلال أبرشية مانشستر الكاثوليكية. كما اعتُقلت في نيو هامبشاير ستيت هاوس في المدرسة الثانوية كجزء من برنامج «بنات روك كابيتول» للبنات، والذي تعتز به لمساعدتها في تحديد أهدافها الرئيسية والعملية. من خلال العمل في لجنة قانون الطفل والأسرة، علمت أن ما أحبته في الحياة السياسية هو القدرة على تحسين الحياة من خلال البرامج الاجتماعية، لكنها تفضل العمل مع الناس بشكل مباشر أكثر. وكانت أيضًا عضوًا بالمجلس الاستشاري للشباب التشريعي في نيو هامبشاير. 
كطالبة بكلية لافاييت، ماكيني هي باحثة نبيلة. وهي تتابع حاليًا شهادات في علم النفس والأنثروبولوجيا وعلم الاجتماع.

## عمل المناصرة
شاركت ماكيني في أعمال المناصرة، وكسبت جائزة فتيات الكشافة الذهبية عن طريق إنشاء برنامج علمي قائم على أساس ادوار الشابات، برنامج علوم الفضول. يحتوي هذا البرنامج على سلسلة من أنشطة المختبر التفاعلية التي يرتبط كل منها بعالمة من الإناث في مجال ذي صلة. تقوم بجمع رسائل من النساء في حقول العلوم والتكنولوجيا والهندسة والرياضيات في جميع أنحاء العالم لتقديمها لطلابها، في محاولة لمساعدة الشابات في العثور على أمثلة إيجابية يمكن أن ترتبط بها وتتبادل الدعم من مجتمع العلوم والتكنولوجيا والهندسة والرياضيات.
في المقابلات التي أجرتها مع بي بي سي (بالإنجليزية: BBC)، هيئة الإذاعة البريطانية، أوضحت ماكيني أن «تعليم فتاة يستحق صوتها أن يُسمع هو أكثر الدروس قيمة التي يمكن تعلمها»، و «يحتاج الناس إلى معرفة أن مكانهم في العالم في أي مكان يريدونه لا يوجد عمل ذكور أو أنثوي، والشيء الوحيد الذي يهم حقا هو أنهم يقومون بشيء يؤمنون به.» حصلت على شهادة تميزها في برنامج هيئة الإذاعة البريطانية من ضمن قائمة 100 امرأة لعام 2016. كانت واحدة من أصغر النساء في هذه القائمة. عملت ماكيني أيضًا مع بي بي سي في لندن في حملة 100 امرأة ويكيبيدية، في محاولة لخلق المزيد من الصفحات للنساء، لأنها تؤمن بقوة في زيادة ظهور القدوة الحسنة للنساء الشابات. 
كما نشطت ماكيني في مجال الدعوة في التعليم الخاص، حملة لقبول التنوع العصبي والاستماع إلى أصوات هذه المجتمعات.